# 導きの星 (ダイアナ・ガーネットの曲)
『導きの星』（みちびきのほし、Michibiki no Hoshi）は、アメリカ合衆国ワシントンD.C.出身の歌手、ダイアナ・ガーネットとLuminの楽曲。
ダイアナのメジャー13枚目のオリジナルシングル（10枚目のデジタルシングル、8枚目のコラボシングル）、Luminの3枚目のオリジナルシングル（8枚目のデジタルシングル）。
2024年12月28日に発売。発売元はAutodidactic Studios。

## 概要
前作「Revolution」から3週でのリリースで、ダイアナ・ガーネットの10枚目アニメタイアップシングル。Lappyが作曲編曲プロデューサー、Autodidactic Studiosが制作協力した。

### タイアップ
- タイトル曲の「導きの星」は、miHoYo原神AUネットアニメ『Progenitor』第5話「Invasion」（制作：Dillongoo Studios[3]）主題歌。
- 2024年12月28日、発売にあたり、タイトル曲の「導きの星」は、原神同人特別番組「HoYoFair2025 年越し・原神同人特別番組『異次元探偵の事件簿』」（YouTube）に含め放送されたネットアニメ『Progenitor』第5話「Invasion」のにてティーザー版が放送された。[4]
- 2024年12月29日、ビジュアライザーは「YouTube」にAutodidactic Studiosのチャンネルにて特番が放送された。[5]
- 2024年12月30日、リリックビデオは「YouTube」にLappyのチャンネルにて特番が放送された。[6]
- 2025年2月5日、「Progenitor Version」ミュージックビデオは「YouTube」にAutodidactic Studiosのチャンネルにて特番が放送された。[7]
- 2025年4月4日、「Lumin Version」リリックビデオは「YouTube」にLuminのチャンネルにて特番が放送された。[8]

## 収録曲
1. 導きの星 [3:30]
  - 作詞・作曲・編曲：Lappy
  - miHoYo原神AUネットアニメ『Progenitor』第5話「Invasion」主題歌。[4][9]
2. 導きの星 (Instrumental Version) [3:30]

## 参加アーティスト
- ダイアナ・ガーネット - ボーカル
- Lappy - 全歌詞・全作曲・全編曲、プロデュース、ミックス、マステリング
- pftq (Autodidactic Studios) - ミックス
- Roman Arsafes - ミックス